# Aithorape
Aithorape is een geslacht van vlinders van de familie Megalopygidae.

## Soorten
- A. albicostata Hopp, 1927
- A. analis Hopp, 1930
- A. candelabraria Hopp, 1927
- A. flammicornis (Schaus, 1905)
- A. frontalis (Schaus, 1920)
- A. longanella Hopp, 1927
- A. roseicornis (Dognin, 1899)
- A. spinulata Hopp, 1927